# Abbé Pierres klunsere
Abbé Pierres klunsere er en dokumentarfilm fra 1968 instrueret af Ole Schelde efter eget manuskript.

## Handling
Dagligt liv i en arbejdslejr i Italien.